# Кумабе Тіхіро
Тіхіро Кумабе (яп. 隈部千尋; нар. 21 січня 1991, префектура Нара) — японська борчиня вільного стилю, чемпіонка Азії.

## Життєпис
У 2009 році стала бронзовою призеркою чемпіонату Азії серед юніорів.
Випускниця середньої школи Соджо префектури Нара.

## Спортивні результати на міжнародних змаганнях

### Виступи на Чемпіонатах Азії
| Змагання                       | Збірна | Вагова категорія          | Місце  |
| ------------------------------ | ------ | ------------------------- | ------ |
| Чемпіонат Азії з боротьби 2013 | Японія | жіноча боротьба, до 59 кг | Золото |

### Виступи на інших змаганнях
| Змагання                                 | Збірна | Вагова категорія          | Місце  |
| ---------------------------------------- | ------ | ------------------------- | ------ |
| Відкритий кубок Монголії з боротьби 2012 | Японія | жіноча боротьба, до 59 кг | 5      |
| Гран-прі «Харі Рам» 2012                 | Японія | жіноча боротьба, до 59 кг | Золото |

### Виступи на змаганнях молодших вікових груп
| Змагання                                     | Збірна | Вагова категорія          | Місце  |
| -------------------------------------------- | ------ | ------------------------- | ------ |
| Чемпіонат Азії з боротьби серед юніорів 2009 | Японія | жіноча боротьба, до 62 кг | Бронза |